# Tierieboczewo (mijanka)
Tierieboczewo (ros. Теребочево) – mijanka i przystanek kolejowy w pobliżu miejscowości Tierieboczewo, w rejonie wołchowskim, w obwodzie leningradzkim, w Rosji. Położony jest na linii Wołchow – Czudowo.